# Bătălia de la Vouillé
Bătălia de la Vouillé sau Vouglé (de la Campus Vogladensis în latină) s-a desfășurat în nordul teritoriului vizigot, la Vouillé, Viena aproape de Poitiers (Galia), în primăvara anului 507, între francii conduși de Clovis I și vizigoții conduși de Alaric al II-lea, cuceritor al Spaniei.
Clovis și Anastasie I al Imperiului Bizantin au fost de acord ca fiecare să atace goții din partea lui.

## Bătălia
Francii au trecut râul Loara. Clovis l-a ucis pe Alaric al II-lea. Se poate să fi fost lipsa experienței militare a vizigoților cauza înfrângerii, puterea regală a clanului Balthilor, crescând, a erodat independența altor clanuri de familii nobiliare. Vizigoții au abandonat regiunile spaniole de peste Pirinei, conform scriitorului Iordanes, aceștia abandonând Castilia și îndatoririle lor militare. Au fost forțați să se retragă din Septimania, pe care au continuat să o dețină. Succesul de la Vouillé le-a permis francilor să controleze zona de sud-vest a Franței, și să capete Toulouse. Alaric, fiul ilegitim al lui Gesalec a încercat să organizeze o contralovitură la Narbonne, dar el a fost demis și în cele din urmă ucis atunci când Narbonne a fost luată de aliații francilor burgunzi, care au avut loc până în 511. Francii i-ar fi împins mai departe, dacă ostrogoții lui Teodoric cel Mare nu ar fi intervenit.

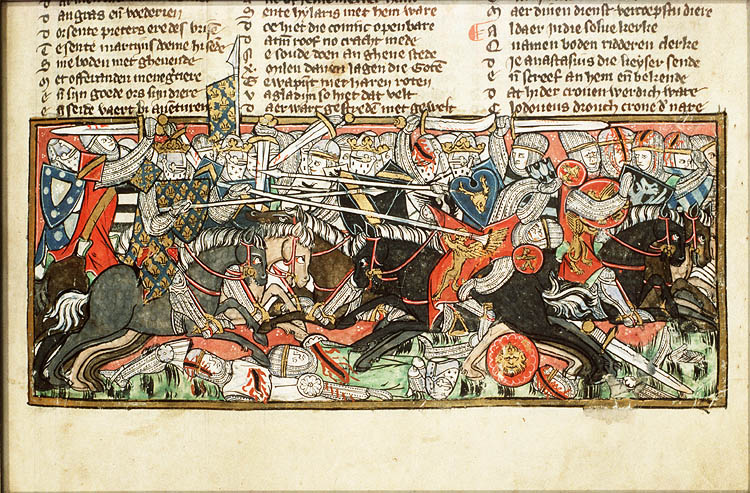
Bătălia dintre franci și vizigoți

Francia Aquitania, anterior legată de rutele comerciale și teritoriile hispano-romane, a devenit un avanpost izolat. Regii franci au locuit la Toulouse.
Clovis, regele francilor, este un exemplu excelent de schimbare a războiului care a avut loc la acel moment: războaiele nu mai constau în cucerirea teritoriului în vederea extinderii sale pe termen lung; le-au furnizat profit imediat, în formă de jaf. Denumirea de "Lupta glorioasă" a constat și în succesele sale în luptă și convertirea lui la creștinism. După succesul său în această bătălie, împăratul bizantin, Anastasie, l-a făcut consul.